# Dotze fora de casa
Dotze fora de casa (títol original en anglès: Cheaper By The Dozen 2) és la seqüela de Cheaper by the Dozen (2003). És una pel·lícula estatunidenca del 2005 produïda per 20th Century Fox i protagonitzada per Steve Martin i Bonnie Hunt.
Ha estat doblada al català.

## Argument
La família d'en Ton Baker (Steve Martin) està molt dispersa darrerament, per la qual cosa decideix reunir-los a tots al llac Winnetka (Wisconsin), el lloc on sempre han passat les vacances junts. El que ell no sap, però, és que el seu màxim rival serà allà també amb la seva família.